# يان سميث (لاعب اتحاد الرغبي بريطاني)
يان سميث (بالإنجليزية: Ian Smith)‏ هو لاعب اتحاد الرغبي بريطاني، ولد في 16 مارس 1965 في غلوستر في المملكة المتحدة.

## وصلات خارجية
- يان سميث عل موقع إسبنسكروم (الإنجليزية)